# Adam Kadmon
Adam Kadmon (Homme primordial, ou aussi Adam Ila'a, אדם עילאה « Homme suprême » ; en abrégé א"ק, A"K) est, dans la Kabbale, le premier Monde spirituel qui a existé après que la lumière infinie de Dieu se fut contractée pour laisser place au vide. Adam Kadmon n'est pas Adam, le premier homme, Adam Ha-Rishon de la Bible, que Dieu a créé à partir de la poussière. Le royaume spirituel de l'Adam Kadmon correspond aux attributs divins (sefirot). Il est la volonté divine et le programme de la Création.

L'arbre de vie avec le nom des 10 Sephiroth et les 22 chemins en hébreu, d'après Le Portique du questionneur d'Azriel de Gérone.

Dans la Kabbale, Adam Kadmon est une immense forme d'apparence humaine, composée des hypostases émanées de la lumière divine, représentant la création de l'Homme (et de l'Univers) à l'image et à la ressemblance de Dieu (Genèse 1:26). Cette figure plonge ses racines dans la description du bien-aimé dans le Cantique des Cantiques (Cantique 5:10-16), elle-même reprise dans la mystique juive du Shiour qomah (en).

## Avant la création selon la Kabbale
Dans la Kabbale lourianique, avant le début de la création, avant l'origine du temps, avant les premiers mots de la Torah « Au Commencement il créa » (Bereshit bara), Dieu occupait tout l'espace de sa lumière infinie (En Sof). Pour permettre la création, Dieu aménagea d'abord l'espace au cours de quatre phases préparatoires :

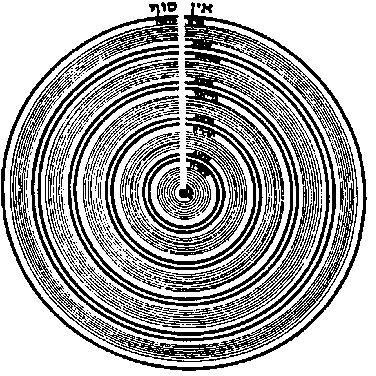
Une représentation de l'émanation des cercles et du rayon du En Sof d'après la théorie lourianique.

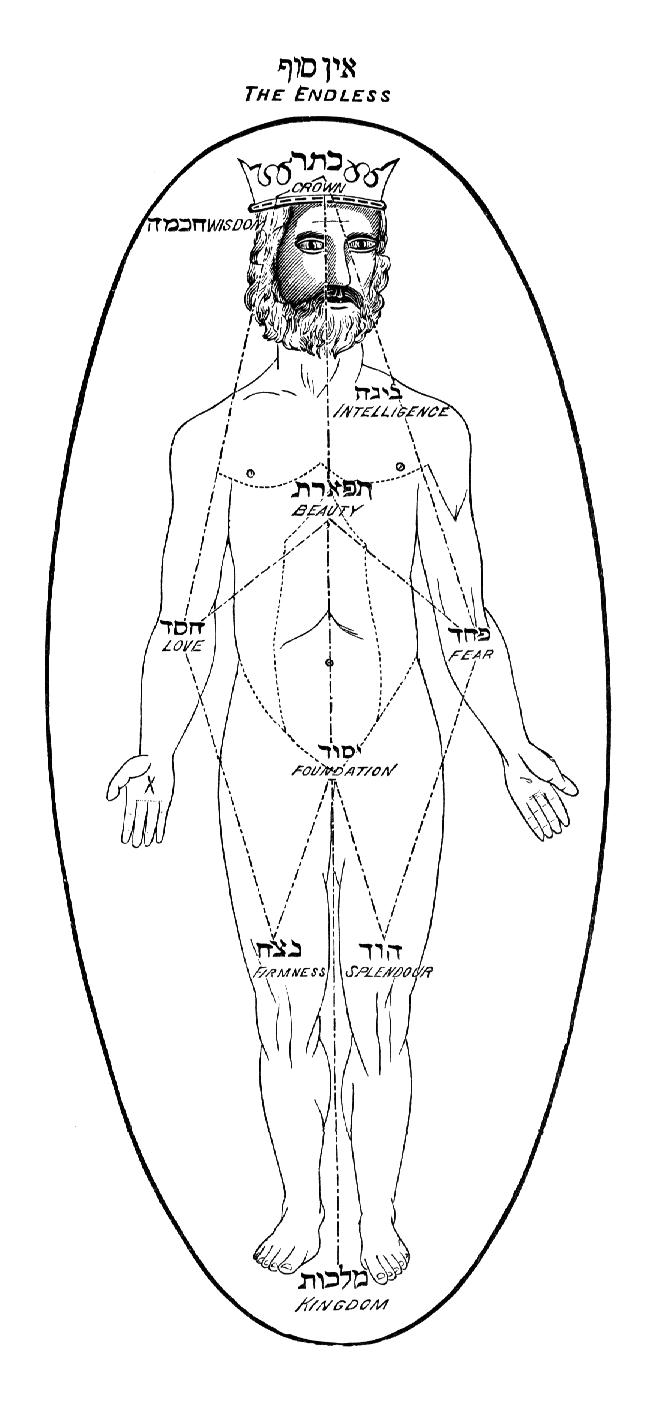
L’Adam Kadmon et les dix sefirot.

### Tsimtsoum
La contraction/retrait de la lumière infinie de Dieu pour créer du vide (tehiru), suivie de l'émanation d'un reflet lumineux (reshimou) a permis à En Sof de faire descendre un Yod, la première lettre du Tétragramme, dans le vide primordial. Le Yod crée, en puissance, l’écriture et la lecture. Il contient la puissance de formation et d’organisation de toute chose.

### KavetIgulim
Un rayon de lumière divine (kav) a traversé le vide et s'est trouvé entouré de dix sphères concentriques (igulim). La paroi de ces sphères constituait des vases (kelim) contenant et diffusant chacun un attribut ou un reflet particulier de la lumière divine (les sefirot). La sphère la plus extérieure, la sphère de Keter (la Couronne), constitue la première sefirah, qui reste en contact avec le En Sof environnant. Comme dans un jeu de poupées russes, les neuf autres sefirot se rétrécissent de plus en plus en soi, jusqu’à la dixième, Malkhout (le Royaume), la sphère la plus éloignée de Dieu.

### Adam Kadmon
Le rayon lumineux initial (la droite) et les dix sefirot (les sphères) se sont réorganisés en s’adaptant à la forme d’un homme et de ses membres, constituant l'Adam Kadmon, l'Homme primordial. Les lumières des sefirot se combinent pour former des noms dont les puissances latentes deviennent agissantes. Ces noms, porteurs à la fois de lumière divine et de parole, investissent la tête de l’Homme, qui va les diffuser à son tour. Réorganisées dans le corps symbolique de l’Adam Kadmon, les dix sefirot (les dix lumières primordiales) établissent entre elles des liens qui accroissent considérablement l’intensité lumineuse des vases qui les contiennent.

### Chevirat haKelim
Les trois premières sefirot, les trois premiers vases — la Couronne (Keter), la Sagesse (Hokhmah), l’Intelligence (Binah) — disposent d’un réceptacle assez solide pour supporter la croissance de l’intensité lumineuse, ce qui n'est pas le cas des autres sefirot. Les six vases suivants — qui contiennent successivement la Générosité (Hesed), la Justice (Gevourah), la Beauté (Tipheret), l’Éternité (Netsah), la Gloire (Hod), le Fondement (Yesod) —, ces six vases, ces six sefirot, éclatent. La dixième sefirah, le dernier vase, le Royaume (Malkhout), se fêle également, mais ne subit pas autant de dommages que les six précédents. Ainsi la lumière contenue dans ces sept vases se disperse dans l’espace. Une partie de leur lumière retourne à sa source, absorbée par le En Sof. Le reste de leur lumière s’attache aux morceaux brisés des vases, précipités dans l’espace, et comme recouverts d’une écorce, d’une coquille (kelippah), qui empêche leurs étincelles d’apparaître. Ces tessons forment la matière grossière et stérile. Le bris des vases (Chevirat haKelim) constitue la quatrième phase de la pré-création du monde.

## Homme primordial
Le rayon de lumière et les igulim furent habillés d'une forme anthropomorphique (yosher) d'Adam Kadmon qui est le royaume de la lumière divine infinie sans contenant, limité par son potentiel de création d'une Existence future. Adam Kadmon est parfois désigné comme Adam Ila'a (en araméen) ou Adam Elyon (en hébreu) : ce qui veut dire « Homme d'en haut ».
L'âme d'Adam HaRishon (le premier Homme) était l'essence suprême de l'humanité. Il contenait toutes les âmes qu'il a engendrées. Dans le Midrash, il est parfois désigné comme Adam Tata'a (en araméen) ou Adam Tachton (en hébreu), ce qui signifie « Homme d'en bas ».
Le nom anthropomorphe d'Adam Kadmon marque sa double signification : à la fois le projet divin ultime de la création, c'est-à-dire l'Homme, et l'incarnation des attributs divins (sefirot). Adam Kadmon est paradoxalement à la fois homme et divin.
Adam Kadmon a précédé la manifestation des quatre Mondes : Atzilut (l'émanation), Beriah (la création), Yetzirah (la formation) et Asiyah (l'action) représentés chacun par une lettre du tétragramme divin. Adam Kadmon lui-même est représenté par la pointe transcendante de la lettre Yud.
Dans le système des sefirot, Adam Kadmon correspond à Keter (la couronne), la volonté divine à l'origine de la création.
Les deux versions de la théosophie kabbalistique, la version médiévale/zoharique (systématisée par Moshe Cordovero) et la version lourianique plus complète, décrivent différemment le mécanisme des mondes descendants. Pour Cordovero, les sefirot, Adam Kadmon et les Quatre Mondes se forment séquentiellement à partir d'En Sof (l'Infinité divine). Pour Louria, la création est un processus dynamique d'habillage de l'exil-retrait divin dans lequel Adam Kadmon est précédé par le tsimtsoum (la divine contraction) et suivi par la Chevirat ha-Kelim (le bris des vases contenant les sefirot).

### Sefer Ha Zohar
L'Adam Kadmon du Zohar est très proche de la doctrine de Philon d'Alexandrie d'un Adam céleste ou Adam d'en haut. La conception de l'Homme originel pour le Zohar peut être déduite de la phrase suivante :

« La forme de l'Homme est l'image de toutes les choses qui sont en haut (au ciel) et en bas (sur terre); c'est pourquoi le Saint Ancien (Dieu) l'a choisie pour être Sa forme propre. »

De même que chez Philon le Logos est l'image originelle de l'Homme, ou l'Homme originel, de même, dans le Zohar, l'Homme d'en haut est la personnification de toutes les manifestations divines : les dix sefirot, l'image originelle de l'Homme. L'Adam céleste, s'avançant hors des profondes ténèbres originelles, créa l'Adam terrestre. En d'autres termes, l'activité de l'essence originelle s'est manifestée dans la création de l'Homme qui, en même temps, est l'image de l'homme céleste et de l'univers. Juste comme chez Platon et Philon, l'idée de l'Homme comme microcosme englobe l'idée de l'univers comme macrocosme.

### Isaac Louria
La conception d'Adam Ḳadmon devient un sujet important dans la Kabbale tardive de Louria. Pour lui, Adam Ḳadmon n'est plus la manifestation concentrée des sefirot, mais un médiateur entre En Sof (l'Infini) et les sephirot. Selon Luria, En Sof est si totalement incompréhensible que la vieille doctrine kabbalistique de la manifestation d'En Sof dans les sefirot doit être abandonnée. Il enseigne donc qu'Adam Ḳadmon seul se manifeste dans les sefirot, lui qui est issu de l'auto-limitation d'En Sof. Cette théorie de Louria est traitée par Hayyim Vital dans « Eẓ Ḥayyim ; Derush 'Agulim we-Yosher » (Traité sur les cercles et la ligne droite).

### Philon d'Alexandrie
Philon est le premier à utiliser l'expression Homme originel ou Homme céleste (γενικός, ou οὐράνιος ἄνθρωπος), « comme étant né à l'image de Dieu et n'étant constitué d'aucune trace de matière terrestre et corruptible, tandis que l'homme terrestre est fait d'un matériau mou, nommé morceau d'argile. » L'Homme céleste, image parfaite du Logos, n'est ni homme ni femme, mais une pure idée, une intelligence désincarnée. L'Homme terrestre, qui a été créé par Dieu plus tard, est perceptible aux sens et partage les qualités terrestres. Philon combine évidemment la philosophie du Midrash, celle de Platon et celle des rabbins. Établissant un double du récit biblique d'Adam, qui fut fait à l'image de Dieu (Genèse 1:27), et du premier Homme dont le corps a été formé à partir de la terre (Genèse 2:7), il combine cela avec la doctrine platonicienne des idées, prenant le primordial Adam comme l'idée et l'Homme créé de chair et de sang, comme l'image. Que ces conceptions philosophiques de Philon soient fondées sur le Midrash, et non l'inverse, est évident à partir de son affirmation apparemment insensée que l'homme céleste, le οὐράνιος ἄνθρωπος (qui est seulement une idée), est ni homme ni femme. Cependant, cette doctrine devient assez compréhensible dans la perspective du Midrash ancien.

### Midrash
La contradiction remarquable entre les deux passages de la Genèse cités ci-dessus ne pouvait pas échapper aux Pharisiens pour qui la Bible était un objet d'étude méticuleuse. En expliquant diverses opinions concernant la création d'Eve, ils enseignaient qu'Adam fut créé homme-femme (androgyne), traduisant זָכָ֥ר וּנְקֵבָ֖ה (Genèse 1:27) par mâle et femelle plutôt que homme et femme, et que la séparation des sexes fut la conséquence de l'opération suivante sur le corps d'Adam (le prélèvement d'une côte) rapportée par l'Écriture. Ceci explique la déclaration de Philon selon laquelle l'Homme originel n'était ni homme ni femme.
Cette doctrine concernant le Logos comme aussi celle de l'Homme fait à la ressemblance , bien que teintée de Philonisme, est aussi basée sur la théologie des Pharisiens. Il est ainsi affirmé dans un vieux Midrash :

« Tu m'as formé après et avant (Psaumes 139:5) doit être lu avant le premier et après le dernier jour de la Création. Car il est dit : Et l'esprit de Dieu se déplaça à la surface des eaux. Ce qui signifie l'esprit du Messie (l'esprit d'Adam dans le passage parallèle [Midr. Teh. to cxxxix. 5], les deux lectures étant essentiellement identiques), dont il est dit : Et l'esprit du Seigneur doit reposer sur lui (Isaïe 11:2). »

Ceci contient le noyau de la doctrine philosophique de Philon sur la création de l'Homme originel. Il l'appelle l'idée de l'Adam terrestre tandis que, pour les rabbins, l'esprit (רוח) d'Adam, non seulement existait avant la création de l'Adam terrestre, mais préexistait à toute la création. De l'Adam préexistant, ou Messie, au Logos, il n'y a qu'un pas.

### Talmud
Il y a une déclaration philosophique fondamentale de Rabbi Akiva dans le Talmud à ce sujet. Dans Abot, iii. 14, il dit « Comme un homme a de la chance de se voir créé à l'image, comme il est dit : « Car à l'image, אֱלֹהִ֔ים, est fait l'Homme » (Genèse 9:6). Que « à l'image » ne signifie pas « à l'image de Dieu » n'a besoin d'aucune preuve, car dans aucune langue « à l'image » ne peut être remplacé par « à l'image de Dieu ». Le verset cité n'est pas celui de (Genèse 1:27), où la création de l'Homme est originellement décrite. Genèse 9:6 traite seulement accessoirement de la création de l'Homme. En fait, Akiba ne parle pas seulement de l'image (צֶ֣לֶם) selon laquelle l'Homme fut créé, mais aussi de la ressemblance (בְּצֶ֣לֶם) qui n'a d'autre signification que « après l'image ». Akiba, qui dénie toute ressemblance entre Dieu et les autres êtres, enseigne que l'Homme a été créé d'après une image, un archétype ou un idéal, et interprète (Genèse 9:6) de la façon suivante, « d'après une image, Dieu créa l'Homme », une interprétation impossible de Genèse 1:27. Dans la bénédiction citée en Ket. 8a, בצלמו בצלם דמות תבניתו, où Dieu est béni parce qu'Il « a fait l'Homme à Son Image [בצלמו], à l'image d'une forme créée par Lui », les explications finales concluent, dans le style d'Akiba, qu'Adam fut créé d'après l'image d'un modèle (תבנית) créé par Dieu. »

## Philosophie grecque
Vers la fin du Ier siècle av. J.-C., Arius Didyme écrit dans « Au sujet des opinions de Platon » :
« Les idées sont des figures arrangées classe par classe des choses qui sont par nature sensibles et elles sont à la source de différentes sciences et définitions. Car à côté de tous les individus humains, il y a un certain concept d'homme… incréé et impérissable.

Et de la même façon que plusieurs impressions peuvent être faites à partir d'un même sceau, et plusieurs images d'un même homme, ainsi à partir de chaque idée simple des objets des sens, une multitude de natures individuelles sont formées, de l'idée d'homme, tous les hommes, et semblablement dans le cas de toutes les autres choses de la nature.
L'idée est aussi une essence éternelle, cause et principe, qui fait exister chaque chose par elle-même. »

## Christianisme

### Prologue de l'Évangile selon Jean
Traduction du Prologue de l'Évangile selon Jean par Louis Segond :
1. Au commencement était la Parole, et la Parole était avec Dieu, et la Parole était Dieu ;
2. Elle était au commencement avec Dieu ;
3. Toutes choses ont été faites par elle, et rien de ce qui a été fait n’a été fait sans elle ;
4. En elle était la vie, et la vie était la lumière des hommes ;
5. La lumière luit dans les ténèbres, et les ténèbres ne l’ont point reçue ;
6. Il y eut un homme envoyé de Dieu : son nom était Jean ;
7. Il vint pour servir de témoin, pour rendre témoignage à la lumière, afin que tous crussent par lui ;
8. Il n’était pas la lumière, mais il parut pour rendre témoignage à la lumière :
9. Cette lumière était la véritable lumière, qui, en venant dans le monde, éclaire tout homme ;
10. Elle était dans le monde, et le monde a été fait par elle, et le monde ne l’a point connue.

Cette introduction à l'Évangile de Jean est un Midrash du récit de la création de la Sagesse (Proverbe 8:22-31) et du récit de la création de l'homme (Genèse 1:26) comme le remarque Daniel Boyarin. C'est un récit de création faisant figurer deux personnages : Dieu et le Logos qui est aussi Dieu. Et le Logos est à la fois Parole et Lumière. Il est à l'origine du monde. Ceci montre que des éléments fondamentaux du concept d'Adam Kadmon étaient présents dans le judaïsme et le christianisme à la fin du premier siècle, avant les développements apportés par la Kabbale. Alors que la Kabbale met en relation l'Adam céleste et l'Adam terrestre, Jean affiche au début de son évangile l'identité de l'Adam céleste et du nouvel Adam, Jésus-Christ.
Pour Philon, l'Homme originel est une idée. Pour Jean, il est le Logos préexistant, incarné comme l'homme Jésus-Christ. Les apôtres chrétiens ont évidemment utilisé la théologie palestinienne de leur époque qui devait beaucoup de ses idées aux Alexandrins, et parmi celles-ci, l'idée de la préexistence. Le Midrash, ainsi considéré, permet une transition vers les idées gnostiques de l'Homme originel (Nāšā Qaḏmāyā en araméen).

### Roman pseudo-clémentin
Il a été dit que le Midrash parle déjà de l'esprit (πνεῦμα) du premier Adam ou du Messie sans, toutefois, identifier Adam ou le Messie. Cette identification ne pouvait pas être faite par les personnes qui ne se sentaient liées que par l'esprit des Écritures et non par la lettre. C'est dans ce milieu que sont apparues les Homélies (en grec) et les Reconnaissances (en latin) pseudo-clémentines dans lesquelles la doctrine de l'homme originel (aussi appelé dans ces écrits « le vrai prophète ») est de première importance. Il est à peu près certain que cette doctrine est d'origine judéo-chrétienne. L'identité d'Adam et Jésus semble avoir été enseignée dans la forme originelle des écrits clémentins. Les Homélies affirment expressément :

« Si quelqu'un ne permet pas que l'homme façonné par les mains de Dieu ait eu le saint esprit du Christ, n'est-il pas coupable de la plus grande impiété en permettant à un autre, né d'origine impure, de l'avoir ? Mais il agirait très pieusement s'il disait que seul Celui qui a changé sa Forme et son Nom depuis le début du monde, et apparaît ainsi et toujours dans le monde jusqu'à ce que, arrivant à son propre temps… Il jouisse du repos pour toujours. »

Les Reconnaissances soulignent aussi l'identité d'Adam et de Jésus. Le passage où il est mystérieusement suggéré qu'Adam reçu l'onction avec l'huile éternelle, ne peut signifier que « Adam est le oint », c'est-à-dire le Messiah (מָשִׁיחַ) ou le Christ. Si d'autres passages des Reconnaissances semblent contredire cette identification, ils servent seulement à montrer combien l'ouvrage est fragile par rapport à la doctrine de l'homme originel. Ce concept est exprimé en termes vraiment philoniques ou platoniques en I.18, où il est déclaré que la « interna species » de l'Homme a eu une existence antérieure. L'homme originel des Homélies clémentines est simplement le produit de trois éléments, à savoir la théologie juive, le philosophie platonique-philonique et la théosophie orientale. Cela explique l'obscurité de leurs exposés.

### Autres sectes chrétiennes
Très proche des Homélies clémentines, on trouve Symmaque l'Ébionite, le traducteur de la Bible, et la secte judéo-chrétienne à laquelle il appartenait. Victorinus Rhetor déclare que les symmaquiens enseignent « Eum - Christum - Adam esse et esse animam generalem. » La secte judéo-chrétienne des elkasaïtes enseignait aussi (vers l'an 100) que Jésus était apparu sur terre sous des formes changeantes, et qu'Il réapparaîtra. Que ces formes humaines changeantes doivent être comprises comme des apparences d'Adam et des Patriarches est souligné par Épiphane selon lequel les sectes judéo-chrétiennes des sampsæuns, des ossenes, des nazôréns, et des ébionites ont adopté la doctrine deseElkasaïtes selon laquelle Jésus et Adam sont identiques.
L'Homme primordial des elkasaïtes avait aussi, selon la conception des Juifs gnostiques, des dimensions énormes, 86 miles en hauteur et 94 miles en tour de poitrine. Il était originellement androgyne, puis clivé en deux : la partie masculine devenant le Messie et la partie féminine devenant le Saint Esprit.

### Gnosticisme
L'Homme primordial (Protanthrôpos, Adam) occupe une place importante dans plusieurs systèmes gnostiques. Selon Irénée l'Eon Autogenes émet l'Anthrôpos véritable et parfait, aussi appelé Adamas ; il a un serviteur, « la connaissance parfaite », et reçoit une force irrésistible, de telle sorte que toutes choses reposent sur lui. D'autres disent qu'il y a une lumière infinie, sacrée et incorruptible dans le pouvoir de Bythos ; il est le père de toutes choses, invoqué comme le premier Homme qui, avec sa pensée (Ennoia), émet « le Fils de l'Homme » ou Euteranthrôpos.
Selon Valentin, Adam a été créé sous le nom d'Homme (Anthrôpos) et a terrorisé les démons par la peur de l'Homme préexistant (tou proontos anthropou). Dans les conjonctions valentiniennes et dans le système marcosien, nous rencontrons la quatrième (originellement la troisième) place Anthrôpos et Ecclesia.
Dans la Pistis Sophia, l'Eon Jeu est appelé le premier Homme, il est le superviseur de la Lumière, le messager du Premier Commandement, et constitue les forces de l'Heimarmene. Dans les Livres de JeuI, ce « grand homme » est le Roi du Trésor de Lumière, il trône au dessus de toutes choses et est le but de toutes les âmes.
Selon les naassenes, le Protoanthrôpos est le premier élément, l'être fondamental avant sa différenciation dans les individus. « Le Fils de l'Homme » est le même être après qu'il a été individualisé dans les choses existantes et ainsi coulé dans la matière.
L'Anthrôpos gnostique, parfois nommé Adamas, est un élément cosmique, pur esprit distinct de la matière, esprit conçu comme hypostase émanant de Dieu et pas encore assombri par le contact avec la matière. Cet esprit est considéré comme la raison de l'humanité ou l'humanité elle-même, comme une idée personnifiée, une catégorie sans corporalité, la raison humaine conçue comme Âme-Monde. La même idée, quelque peu modifiée, est retrouvée dans la littérature hermétique, spécialement dans le Poimandrès.

## Manichéisme
Une partie de ces enseignements gnostiques, combinée avec les mythologies persane et babylonienne, ont fourni à Mani des éléments de sa doctrine particulière de l'Homme originel. Il retient même l'appellation juive de « Insan Kadim » (אדם קדמון) et « Iblis Kadim » (נחש קדמון), comme on peut le voir dans le Fihrist. Mais, pour Mani, l'Homme originel est fondamentalement distinct du premier père de l'espèce humaine. Il est une création du Roi de la Lumière, et est, par conséquent, doté des cinq éléments du royaume de la lumière. Pendant qu'Adam doit réellement son existence au royaume des ténèbres, il n'échappe à nombre de démons que parce qu'il porte des éléments de lumière par sa ressemblance à l'Homme originel. La doctrine gnostique de l'identité d'Adam, l'Homme originel, et du Messie apparaît chez Mani dans ses enseignements sur le « Christ rédempteur » qui a sa demeure dans le soleil et la lune. Il apparaît aussi dans cette théorie qu'Adam fut le premier d'une série de sept vrais prophètes comprenant Adam, Seth, Noé, Abraham, Zoroastre, Bouddha et Jésus. Le point de passage de l'Homme originel gnostique au manichéisme a probablement été l'ancien mandéisme dont il ne reste, dans les derniers écrits Mandéens, que l'expression « Gabra Kadmaya », c'est-à-dire Adam Kadmon.

## Autres traditions
En dehors du contexte juif, l'Homme cosmique est aussi une figure archétypale qui apparaît dans les mythes de la création d'une grande variété de cultures. Généralement, il est décrit comme accordant la vie à toutes les choses. Il est souvent la base physique du monde. Il est conté, qu'après sa mort, les morceaux de son corps sont devenus les parts physiques de l'univers. Il représente l'unicité de l'existence humaine, ou de l'univers.
Par exemple, dans le Purusha sukta de Rig-veda, Purusha (पुरुष) est l'Homme cosmique dont le sacrifice par les dieux à la fondation du monde engendre toute vie. Son esprit est la Lune, ses yeux sont le Soleil et son souffle est le vent. Il est décrit comme ayant un millier de têtes et un millier de pieds.

## Culture populaire
Une tradition associe Adam Kadmon ou l'Adam biblique et le personnage de Cadmos dans la mythologie grecque, tous deux associés aux serpents ou aux dragons,.
Dans le monde de Marvel, Éternité utilise l'alias Adam Kadmon. Son existence commence avec l'Univers. C'est une entité abstraite qui incarne le temps tandis que sa compagne Infini représente l'espace. Le couple représentent tout ce qui existe dans l'univers, dans l'espace et dans le temps.
Dans le jeu Persona 5 Royal, il est la Persona évoluée du docteur Takuto Maruki. Il apparaît sous la forme d'un soldat géant doré, à l'aspect futuriste. Il représente la rébellion de ce dernier, l'idéal et l'utopie de l' Eden pour lequel le docteur Maruki jure qu'il se battra même s'il doit y laisser sa vie.